# 福島正守
福島 正守（ふくしま まさもり、生没年不詳）は、戦国時代から江戸時代初期の武将。別名は正森。伊予守を称した。

## 生涯
安芸・備後の大名（広島藩主）の福島正則の子、甥、弟などさまざまな説がある。知行5000石。「一之谷」という名馬を所有していた。
福島正鎮とともに豊臣方として大坂城に入城。大坂夏の陣では、正鎮と共に誉田の戦い、道明寺の戦いに参加。天王寺・岡山の戦いの最終決戦では、茶臼山西部隊2500人の一員として、徳川勢と戦いを繰り広げた。大坂の陣の後の消息は不明。子孫を名乗る家がある。

## 関連作品
- 伊東潤「男が立たぬ」（『決戦！大坂城』収録、講談社、2015年 / 講談社文庫、2017年）